# 小圩镇 (五河县)
小圩镇，是中华人民共和国安徽省蚌埠市五河县下辖的一个乡镇级行政单位。

## 行政区划
小圩镇下辖以下地区：
四陈村、大圩村、大王村、小圩村、大吴村、下黄村、薛集村、陈巷村、朱洼村、凤凰村、赵圩村、管咀村和钟杨村。